# Vellinge

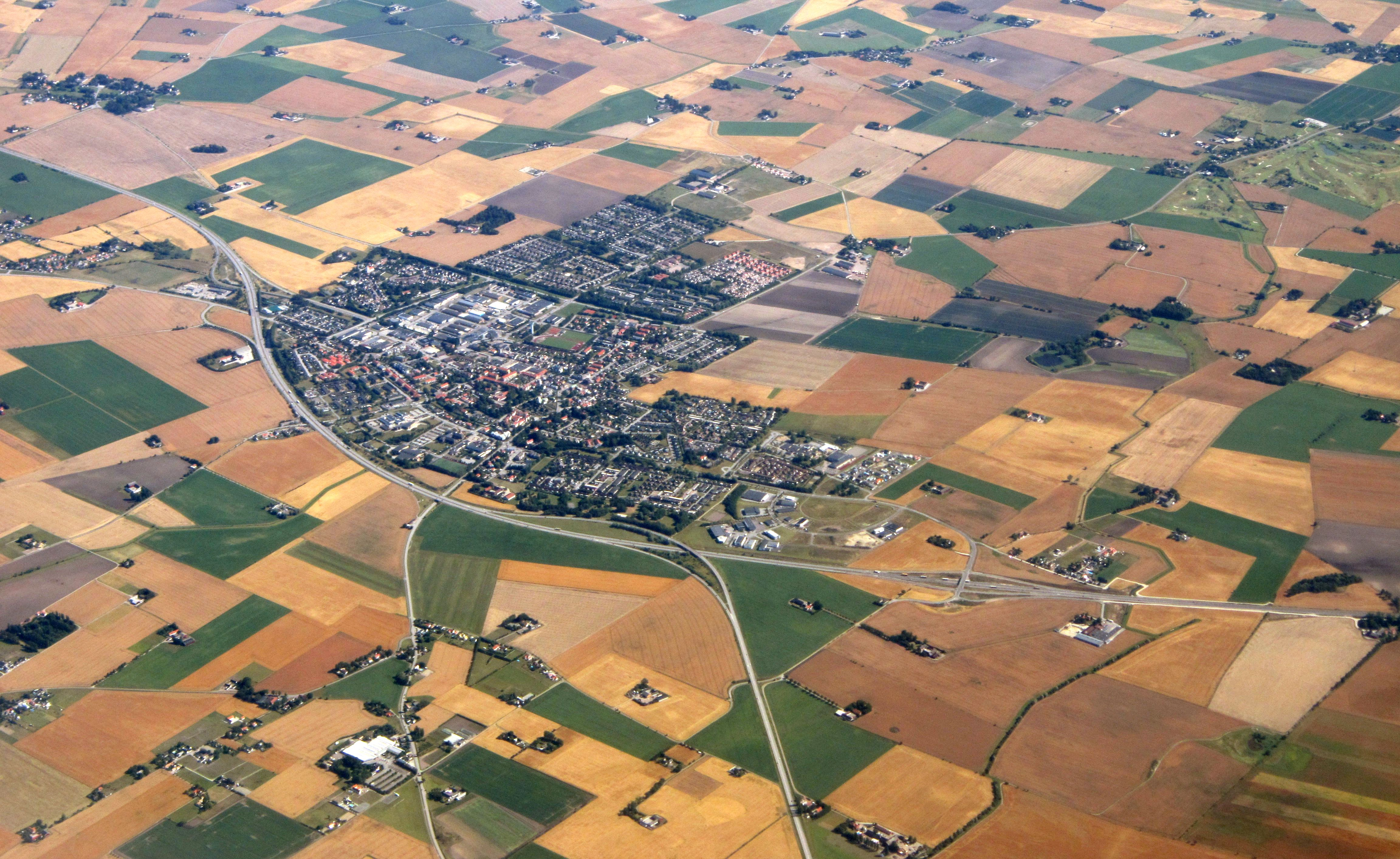
Widok na Vellinge

Vellinge – miejscowość (tätort) w południowej Szwecji, w regionie administracyjnym (län) Skania. Siedziba władz (centralort) gminy Vellinge.
Miejscowość położona jest w południowo-zachodniej części prowincji historycznej (landskap) Skania, na równinie Söderslätt, ok. 16 km na południe od centrum Malmö przy drodze E6/E22 w kierunku Trelleborga. Vellinge wraz z obszarem gminy zaliczane jest, według definicji Statistiska centralbyrån (SCB), do obszaru metropolitalnego Malmö (Stor-Malmö).
W 1886 oddano do użytku nieistniejącą już obecnie linię kolejową Malmö – Trelleborg (Malmö–Trelleborgs Järnväg; MTJ) ze stacją w Vellinge. Przyczyniło się to szybkiego rozwoju miejscowości, która w 1908 r. uzyskała status municipalsamhälle, zachowując jednak nadal swój rolniczy charakter. W wyniku reformy administracyjnej w 1971 r. gmina wiejska Vellinge (Vellinge landskommun) weszła w skład nowo utworzonej gminy Vellinge (Vellinge kommun), która w obecnym kształcie istnieje od 1974.
W 2010 Vellinge liczyło 6304 mieszkańców.